# Centre d'archéologie médiévale de Strasbourg
Le Centre d'archéologie médiévale de Strasbourg (CAMS) a été créé en 1968 par Charles-Laurent Salch, docteur en archéologie et Danielle Fèvre †, diplômée d'archéologie médiévale, docteur en histoire de l'art qui a assuré le secrétariat du Centre jusqu'en mars 2016. C’est une association qui regroupe de nombreux diplômés d’archéologie, des étudiants ainsi que des amateurs d’histoire, d’histoire de l’art, d’architecture ou d’archéologie.

## Son but
Le Centre a pour but de diffuser, introduire et faire respecter les méthodes scientifiques de la recherche archéologique chaque fois qu’un travail est effectué sur des objets ou des monuments anciens.

## Ses activités
Ce Centre regroupe de nombreux diplômés d’archéologie, des étudiants ainsi que des amateurs d’histoire, d’histoire de l’art, d’architecture ou d’archéologie. Il encadre et surveille les fouilles effectuées dans le cadre de chantiers de jeunes bénévoles. Il gère un dépôt d’archéologie (importante collection de mobilier archéologique, trouvailles des fouilles et objets déposés par des correspondants). Il étudie la céramique médiévale. 
Le Centre peut accueillir de jeunes chercheurs pour une durée maximale de cinq jours.

## Centre de documentation
Il possède une Bibliothèque d’archéologie médiévale regroupée avec celle du Centre d'étude des châteaux-forts. Des groupes de recherches étudient la civilisation matérielle. Il assure un séminaire et des conférences sur la vie matérielle : mobilier, armes, céramiques, verres. 

## Édition
Le Centre publie trois séries discontinues : 
- Cahiers Chantiers d’Études Médiévales,
- Recherches Archéologiques Médiévales,
- Visite Archéologique des Châteaux-Forts.

Il publie également la collection Recherches archéologiques médiévales de la France de l’Est (études ponctuelles), ainsi que des ouvrages sur la vie matérielle.